# Грир, Жермен
Жермен Грир (англ. Germaine Greer; род. 29 января 1939, Мельбурн) — английская писательница, учёная и телеведущая, которая многими считается одной из наиболее значительных феминисток XX века. Родилась в Австралии, обучалась в школе при монастыре, выиграла стипендию в 1956 году и затем обучалась в Мельбурнском университете.
Грир стала почётным профессором английской литературы и сравнительных исследований в Уорикском университете (Великобритания) после выхода на пенсию, является автором нескольких известных книг. Наиболее знаменитой из них является «Женщина-евнух», которая после публикации (1970) стала международным бестселлером, сделав Грир знаменитостью.
Идеи Грир спорны. Белинда Люскомб на страницах журнала «Тайм» называла её «абсолютным Троянским конём, прекрасным и умным, построенным, чтобы проникнуть в кажущуюся непробиваемой цитадель патриархата и впустить нас, пехоту».

## Литературное творчество
Грир поднимает вопрос: что означают различия между полами и какое влияние оказывают разные хромосомы. Эта проблематика отражается в работах когнитивного нейробиолога Корделии Файн, которая сообщает в книге «Заблуждения о гендерных вопросах», что выводы о различиях между мужским и женским мозгом преждевременны.
Жермен Грир деконструирует идею женственности и понятие женского, утверждая, что женщины исполняют мужские фантазии о роли своего пола. Книга была написана до введения Закона о дискриминации по признаку пола в 1975 году, но остаётся актуальной и сегодня.
Работы Грир ориентированы не только на феминизм, но и на окружающую среду. Она создала больше 20 книг, в числе которых «Вся женщина» (1999), «Шекспировская жена» (2007). Грир занималась восстановлением тропических лесов Австралии. В 1989 году Жермен работала в Кембридже специальным лектором, но была вовлечена в скандал с коллегой-транссексуалом, за что её назвали «сестрой без братских чувств».
Также она работала обозревателем в таких СМИ, как The Sunday Times, The Guardian, The Daily Telegraph, The Spectator, The Independent и The Oldie.

## Критика
Гендерная исследовательница Рея Эшли Хоскин подвергла критике отмечаемое ей отношение Жермин Грир к фемининным людям как к «фемининным паразитам», как пример фэмфобии, характерной также и для ряда других феминисток. С точки зрения Хоскин, взгляды на фемининность как на синоним подчинения женщин, свойственные многим феминисткам, являются некорректными.

## Публикации
- The Female Eunuch. London: MacGibbon & Kee. ISBN 0-374-52762-8
- Delusions of Gender. W. W. Norton, 30 August 2010. ISBN 0-393-06838-2